# Доброхотов, Михаил Сергеевич
Михаил Сергеевич Доброхотов (25 мая [6 июня] 1878 — 23 декабря 1952) — невропатолог, доктор медицины, профессор, Заслуженный деятель науки Дагестанской АССР (1944).

## Биография
Родился в семье врача Сергея Доброхотова и преподавателя Марии Черкасовой в Кронштадте.
Окончил императорский Московский университет (1903). Ученик основоположника отечественной неврологии В. К. Рота. Возглавлял неврологическое отделение Сакской земской грязелечебницы.
В 1920—1921 гг. — приват-доцент Медицинского факультета Донского университета.
В 1921—1923 гг. возглавлял кафедру психиатрии Воронежского государственного университета.
В 1924—1932 гг. руководил кафедрой неврологии Днепропетровского медицинского института, сменив на посту заведующего В. Э. Дзержинского.
С 1932 по 1935 гг. являлся профессором Государственного института медицинской климатологии и климатотерапии в Ялте.
Основатель и первый руководитель кафедр нервных болезней (1936—1952) и психиатрии (1936—1939) Дагестанского медицинского института.
Похоронен в Махачкале. Точное местонахождение могилы неизвестно.

## Вклад в развитие отечественной неврологии
Оставил после себя относительно небольшое количество научных трудов.
В своей диссертации под названием «Ишиас корешкового происхождения» подробно анализирует 23 случая корешкового ишиаса из 46 случаев собственного наблюдения. Практически все больные начало заболевания связывали с простудой и наличием инфекции (чаще всего сифилиса). В клинической картине наблюдались, главным образом, чувствительные нарушения в ноге по корешковому типу, а на втором месте двигательные расстройства в зоне иннервации соответствующего корешка (чаще L5, S1). У 13 больных были изменены рефлексы с ног (в основном ахилловый). Симптом Ласега был положительный во всех случаях. В данной диссертационной работе ишиас корешкового происхождения автор связывал с инфекционным и интоксикационным воспалительным процессом в месте перехода спинно-мозговых оболочек на корешки («карманы», «губы», «муфты»), где застаивается цереброспинальная жидкость.
Уже первые его научные труды были опубликованы в «Журнале невропатологи и психиатрии имени С. С. Корсакова».
Внес большой вклад в организацию неврологической помощи в стране: руководил нервным отделением Мирогородского курорта (1921—1923), основал психо-неврологический диспансер в Днепропетровске (1927), организовал кафедру и клинику в Махачкале (1936).

## Память
Ежегодно с 2016 года в Махачкале проводится конференция неврологов «Доброхотовские чтения». Организаторами конференции выступают кафедра нервных болезней, медицинской генетики и нейрохирургии Дагестанского государственного медицинского университета и Дагестанская ассоциация (Союз) неврологов, нейрохирургов и специалистов по реабилитации.
В 2018 году ограниченным тиражом была выпущена памятная медаль к 140-летию М. С. Доброхотова. Ею были награждены докладчики III «Доброхотовских чтений».

## Основные труды
Ишиас корешкового происхождения. (Meningo-radiculitis plexus lumbo-sacralis). По материалам нервного отделения Сакской земской грязелечебницы: Диссертация на степень доктора медицины. Полтава: Электрическая типолитография преемников Дохмана, 1913.